# JB BDhe 2/4
Die BDhe 2/4 sind elektrische Zahnrad-Triebwagen der Jungfraubahn (JB). Sie wurden von 1955 bis 1966 in fünf Serien angeschafft, da die alten Rowanzüge das steigende Transportaufkommen nicht mehr bewältigen konnten. Sie bestehen aus einem selbsttragenden Wagenkasten mit nur einem Führerstand an der Talseite. Dem Führerstand schließt sich zur Bergseite hin der Gepäckraum an, unter dem sich das Triebdrehgestell mit einem Achsstand von 3'150 mm befindet. Das bergseitige Laufdrehgestell dagegen hat nur einen Achsstand von 1'500 mm. Nach dem Gepäckraum folgen der Fahrgast- und der Einstiegsraum mit der Übergangstür zum Steuerwagen. Der fehlende bergseitige Führerstand befindet sich im Personen- oder Zisternen-Steuerwagen, der immer mitgeführt werden muss. Auf dem Dach der Triebwagen befinden sich insgesamt vier Stromabnehmer, die je zu zweit nebeneinander stehen, und die Bremswiderstände.
Die Steuerwagen Bt 25–34 entsprechen wagenbaulich den Triebwagen, allerdings ohne Gepäckraum. Sie weisen an beiden Enden einen Einstiegsraum auf, der bergseitige ist gleichzeitig der Führerstand. Die Einstiege wurden ursprünglich durch talseitig angeschlagene und nach außen öffnende Klapptüren verschlossen. Einige Einheiten wurden in den 1990er Jahren modernisiert. Dabei wurden die Klapp- durch zentral zu schließende Schwenktüren ersetzt. Nach 2000 erhielten diese Einheiten einen Anstrich in weinrot mit gelben Absetzstreifen und Türblättern nach dem Vorbild der BDhe 4/8.
Mit der Ablieferung der Bhe 4/8 werden die BDhe 2/4 zunehmend aus dem Dienst genommen und abgebrochen. Aktuell sind nur noch die Wagen 202–204, 206 und 208 vorhanden.